# Нидермейер, Луи
Луи Нидермейер (фр. Abraham Louis Niedermeyer; 27 апреля 1802, Ньон, Швейцария, — 14 марта 1861, Париж, Франция) — французский композитор и музыкальный педагог швейцарского происхождения.
Учился в Вене у И. Мошелеса (фортепиано) и Э. А. Фёрстера, затем пробовал себя в Риме и Неаполе. С 1823 года жил в Париже. Поставил здесь четыре оперы: «Лесной дом» (итал. La casa nel bosco; 1828), «Страделла» (1837), «Мария Стюарт» (1844) и «Фронда» (1853) — все без особенного успеха. Бо́льший успех сопутствовал оперному пастишу «Роберт Брюс» (1846), составленному из музыки менее известных опер Россини (с разрешения последнего) и собственных добавлений Нидермейера. Ещё более популярен был его романс на знаменитое стихотворение А. Ламартина «Озеро».
Во второй половине 1850-х годов Нидермейер в значительной мере переключился на решение педагогических и организационных задач. Он принял руководство Институтом церковной музыки (фр.), основанным А. Э. Шороном, и реорганизовал его в активно развивающееся учебное заведение. Вместе с Жозефом д’Ортигом (фр.) Нидермейер основал посвящённый церковной музыке журнал «La Maîtrise»; кроме того, вдвоём они написали «Теоретическое и практическое руководство по хоральному пению» (фр. Traité théorique et pratique du plain chant; 1876).
После смерти Нидермейера Институт церковной музыки возглавили два его зятя — композитор Гюстав Лефевр и органист Эжен Жигу.